# Pocahontas 2: Rejsen til England
Pocahontas 2: Rejsen til England (eng: Pocahontas II: Journey to a New World) er en amerikansk direkte-til-video animationsfilm fra 1998, som er produceret af Disney Television Animation og udgivet af Walt Disney Home Video. Filmen er efterfølger til Disneys Pocahontas fra 1995.

## Handling
Pocahontas rejser til London på en vigtig fredsmission; hun må overtale kongen til at afslutte krigen. Med hende er en mand fra den indianske stamme, Uttamatomakkin, som hendes far har sendt som beskyttelse. Hun har givet op håbet om nogensinde at se sin elskede John Smith igen, fordi det siges i London, at han har begået selvmord.

## Medvirkende
- Pocahontas - Susanne Elmark
- John Rolfe - Jesper Mayland
- John Smith - Kristian Boland
- Ratcliffe - Guido Paevatalu
- Fru Jenkins - Merete Hjortsø
- Kong James I - Ulf Pilgaard
- Dronning Anne - Jette Sievertsen
- Høvding Powhatan - Baard Owe
- Bedstemor Piletræ - Ghita Nørby
- Nakoma - Grete Tulinius

### I Øvrigt Medvirkende
- Henrik Koefoed
- Søren Ulrichs
- Henrik Jandorf
- Niels Weyde
- Pauline Rehné

### Sange
- ''Hvor går jeg hen herfra?'' sunget af: Susanne Elmark
- ''Lige her i London'' sunget af: Susanne Elmark og Airborne
- ''Vent til han ser dig'' sunget af: Merete Hjortsø og Jesper Mayland
- ''Nu er sandhedstimen nær'' sunget af: Guido Paevatalu, Søren Ulrichs og Henrik Koefoed
- ''Hvor går jeg hen herfra? (Reprise)'' sunget af: Susanne Elmark
- ''Kærligheden bygger bro'' sunget af: Susanne Elmark og Jesper Mayland